# Pteropera villiersi
Pteropera villiersi är en insektsart som beskrevs av Donskoff 1981. Pteropera villiersi ingår i släktet Pteropera och familjen gräshoppor. Inga underarter finns listade i Catalogue of Life.